# Бьюла (тауншип, Миннесота)
Бьюла (англ. Beulah) — тауншип в округе Касс, Миннесота, США. На 2000 год его население составило 57 человек.

## География
По данным Бюро переписи населения США площадь тауншипа составляет 92,5 км², из которых 89,7 км² занимает суша, а 2,8 км² — вода (3,00 %).

## Демография
По данным переписи населения 2000 года здесь находились 57 человек, 28 домохозяйств и 19 семей. Плотность населения —  0,6 чел./км². На территории тауншипа расположено 112 построек со средней плотностью 1,2 построек на один квадратный километр. Расовый состав населения: 98,25 % белых и 1,75 % приходится на две или более других рас.
Из 28 домохозяйств в 14,3 % воспитывались дети до 18 лет, в 64,3 % проживали супружеские пары и в 28,6 % домохозяйств проживали несемейные люди. 28,6 % домохозяйств состояли из одного человека, при том 10,7 % из — одиноких пожилых людей старше 65 лет. Средний размер домохозяйства — 2,04, а семьи — 2,40 человека.
10,5 % населения — младше 18 лет, 54,4 % — от 25 до 44, 28,1 % — от 45 до 64, и _ — старше 65 лет. Средний возраст — 55 лет. На каждые 100 женщин приходилось 159,1 мужчин. На каждые 100 женщин старше 18 приходилось 142,9 мужчин.
Средний годовой доход домохозяйства составлял 26 875 долларов, а средний годовой доход семьи —  25 000 долларов. Средний доход мужчин —  51 250  долларов, в то время как у женщин — 38 750. Доход на душу населения составил 16 613 долларов. За чертой бедности находились 16,7 % семей и 15,9 % всего населения тауншипа, из которых 75,0 % младше 18 лет.